# 6532 Scarfe
6532 Scarfe è un asteroide della fascia principale. Scoperto nel 1995, presenta un'orbita caratterizzata da un semiasse maggiore pari a 3,1697193 UA e da un'eccentricità di 0,1096011, inclinata di 5,08702° rispetto all'eclittica.